# Мінгрелія

Самеґрело-Земо Сванеті на мапі Грузії

Мінгре́лія, також Самегре́ло (груз. სამეგრელო, латиніз.: Samegrelo, мегр. სამარგალო, трансліт. Samargalo) — історична область у Грузії між річками Ріоні, Цхеніс-Цкалі, Інгурі. Розташована у північно–західній частині Колхідської низини, на півночі межує із Сванетією, на сході та півдні з Імеретією та Гурією, на північному заході із Абхазією. Менгрелія омивається Чорним морем на заході. Адміністративним центром є місто Зугдіді.

## Історія
З кінця XV — початку XVI століть незалежне феодальне князівство, данник Османської імперії, яке утворилося в кінці XV - XVI ст. в результаті розпаду Грузинського царства. 
У XVI ст. територія Менгрельского князівства охоплювала частину сучасної Абхазії до річки Кодорі. 
У першій половині XVII ст. Менгрельське князівство помітно посилилося, але міжусобні війни з іншими грузинськими князівствами згодом послабили його і призвели до залежності від сусідньої Османської імперії. За умовами Кючук-Кайнарджійського мирного договору 1774 року, за яким завершилася російсько-турецька війна 1768-1774 рр., Менгрельске князівство звільнилося від османської залежності. З 1803 р.— під протекторатом Російської імперії. 
Після Менгрельського селянського повстання 1857 року автономія князівства була ліквідована, воно увійшло до складу Кутаїської губернії. 
За часів СРСР та після його розпаду — складова частина Грузії. Під час грузино-абхазького конфлікту у 1993 році з Абхазії була вигнана значна кількість менгрелів. 
Після російсько-грузинської війни 2008 року Гальський район Абхазії — частина історичної Менгрелії, перейшов під контроль сепаратистського уряду, визнаного Росією.

## Галерея

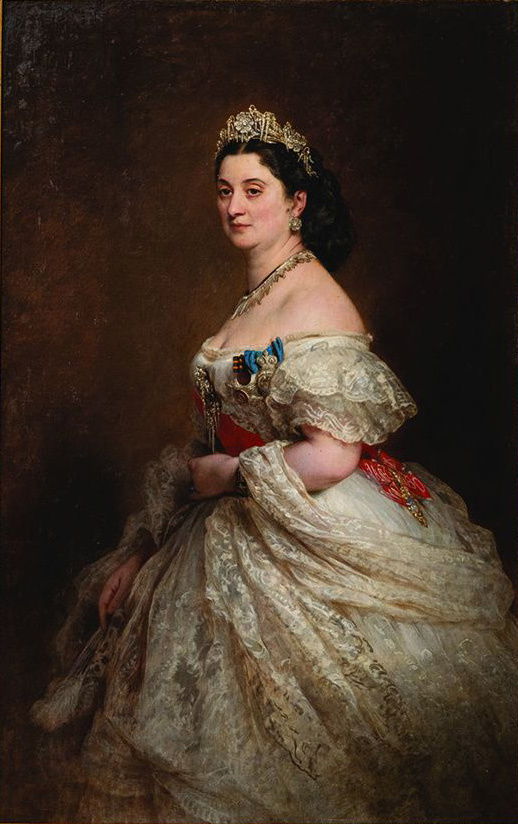
Остання правляча принцеса Мінгрелії
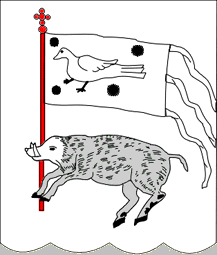
Герб князівства
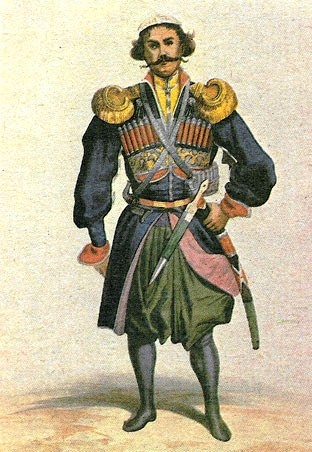
Грузинський принц Мінгрелії
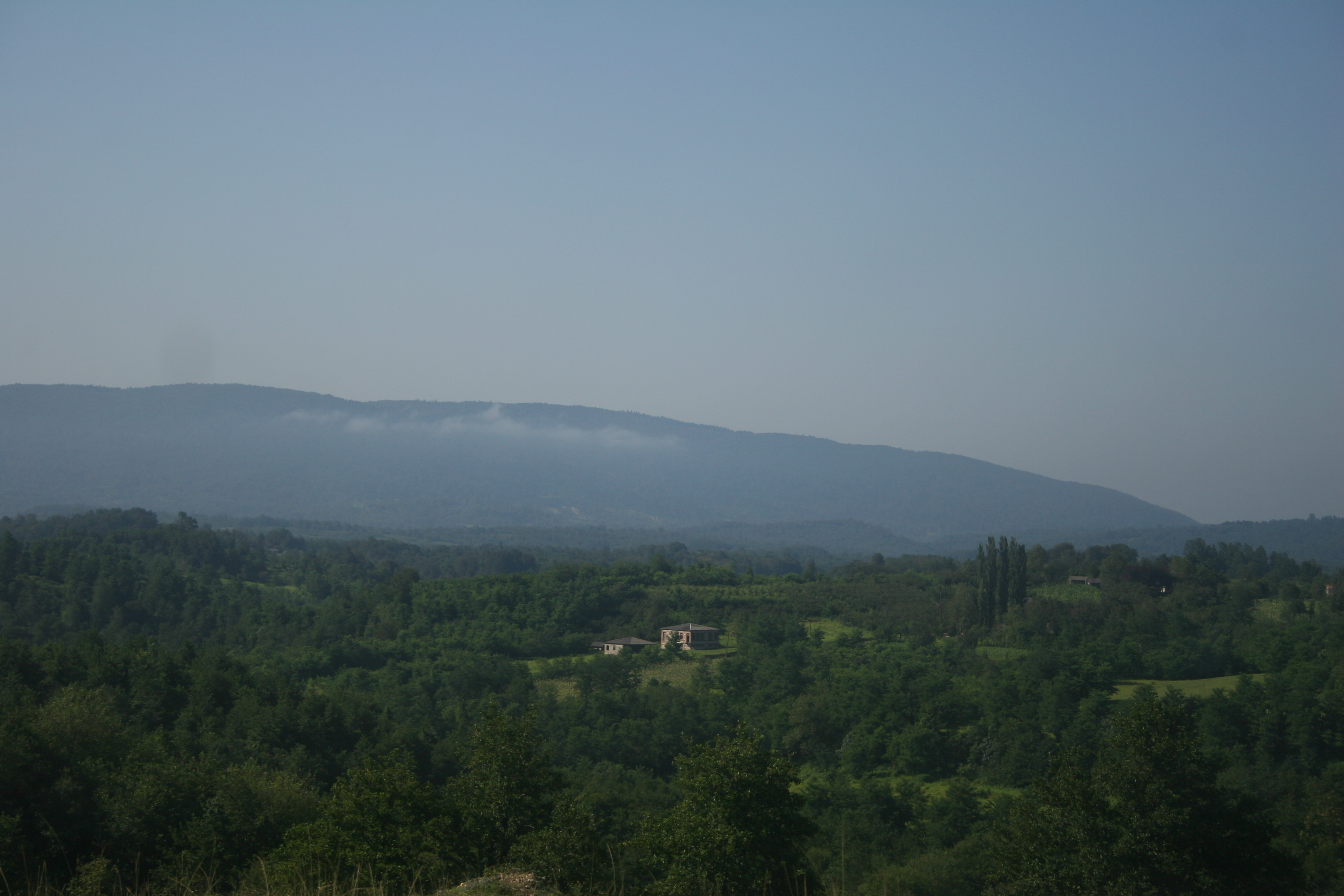
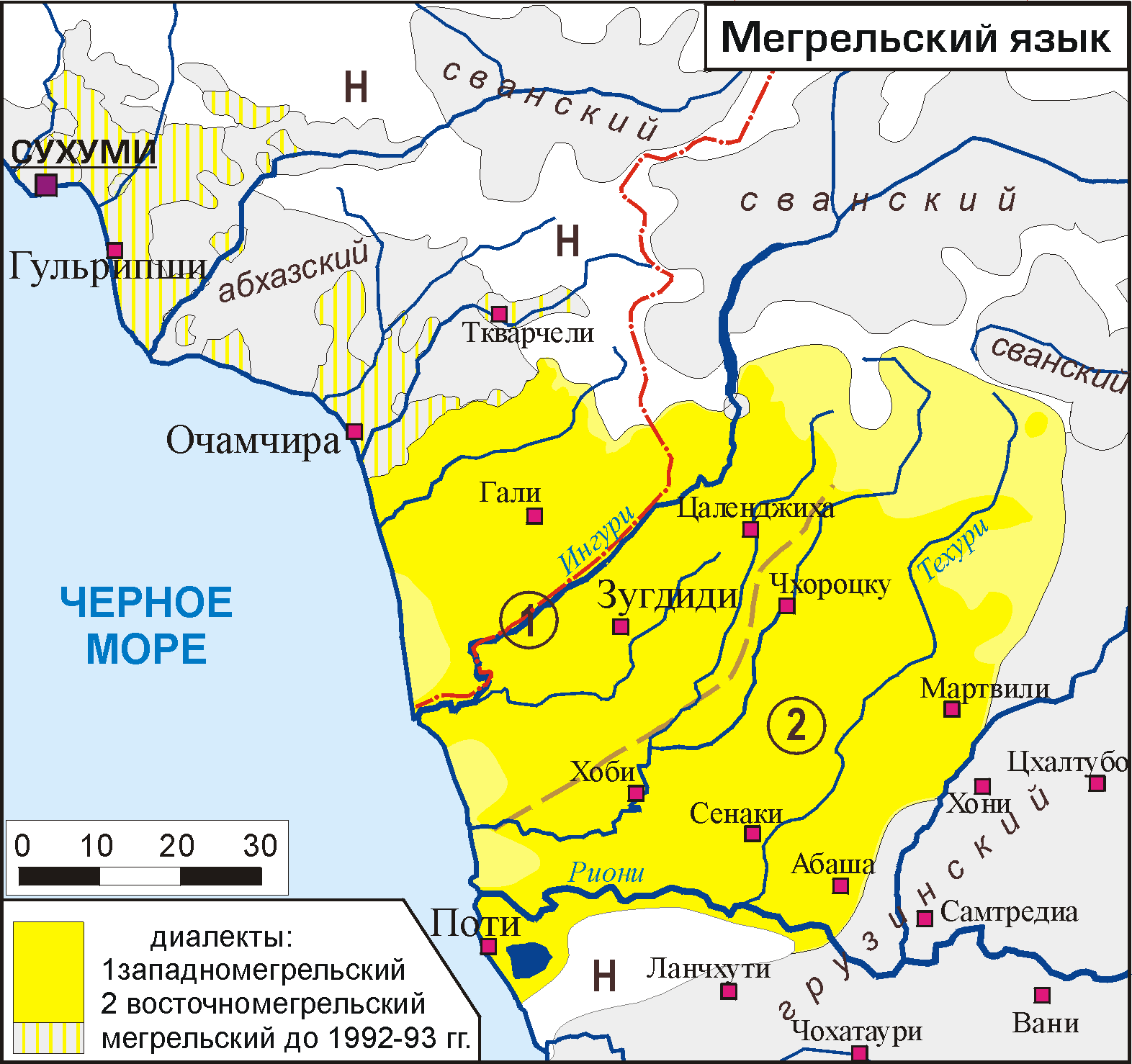
Мапа
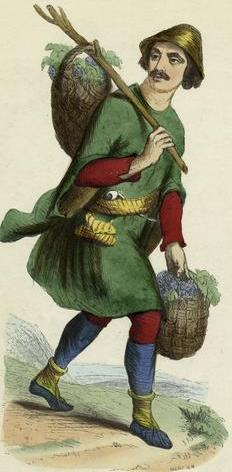
Мінгрел
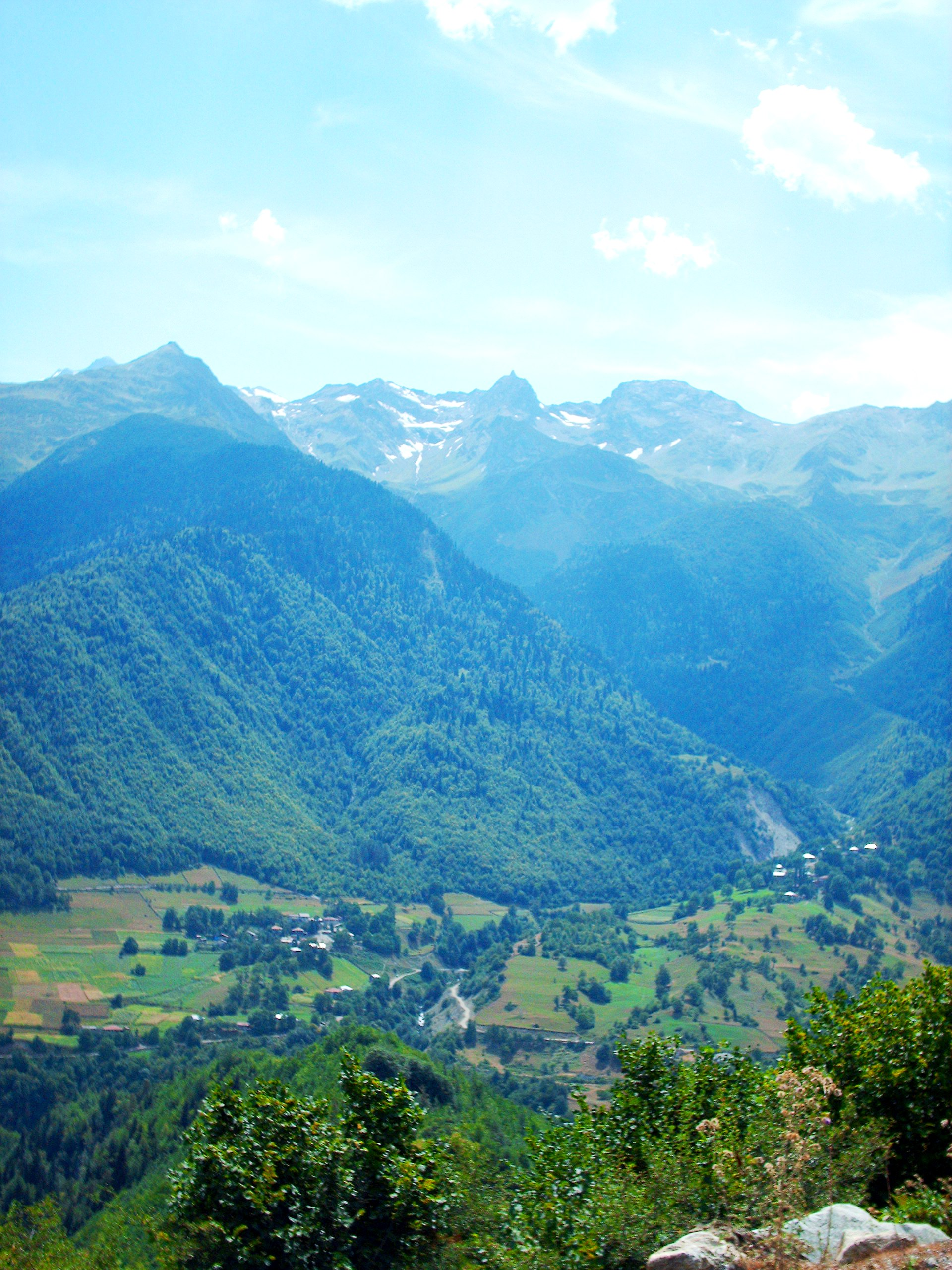
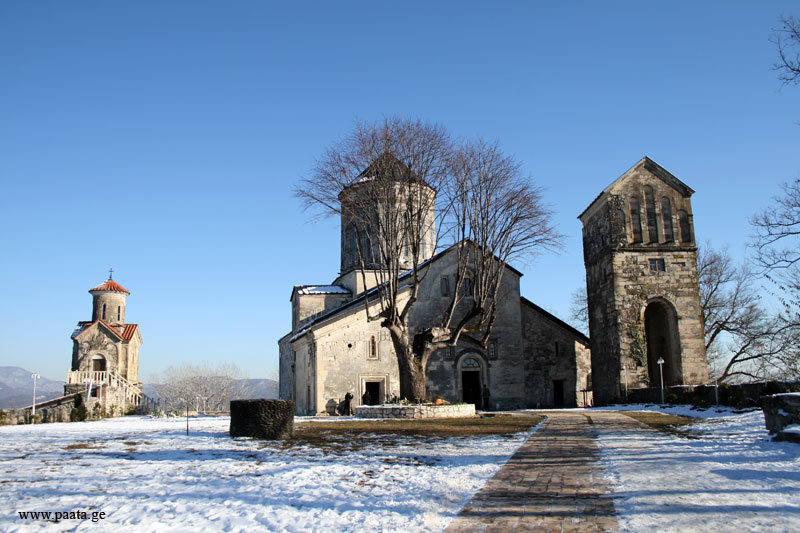
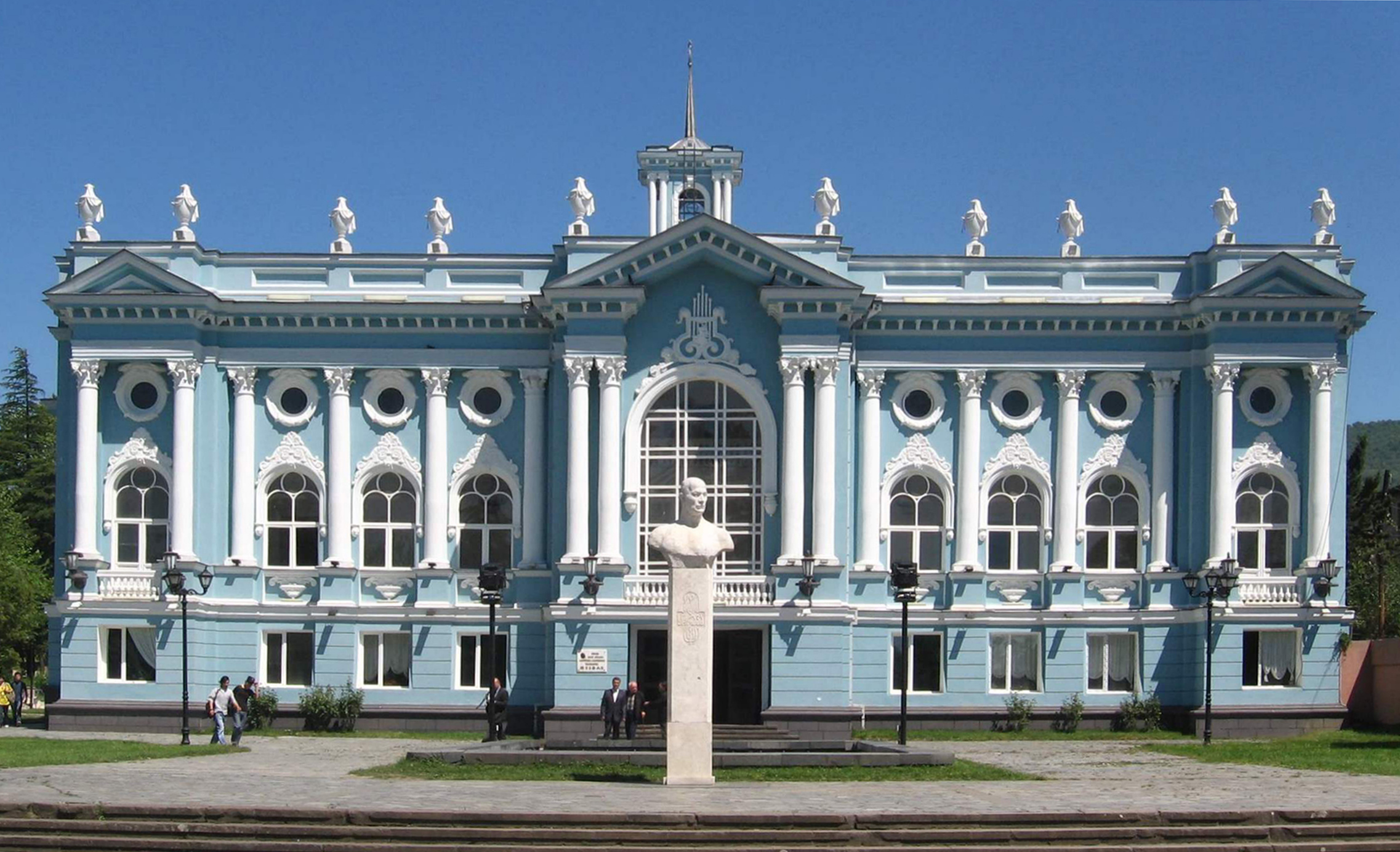
Театр Сенакі
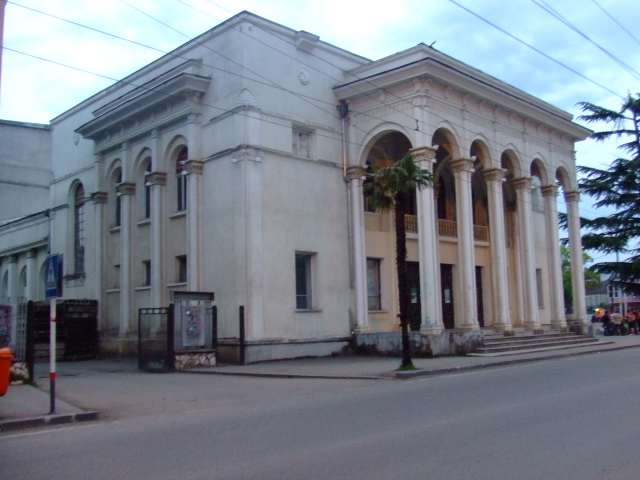
Театр Зугдіді
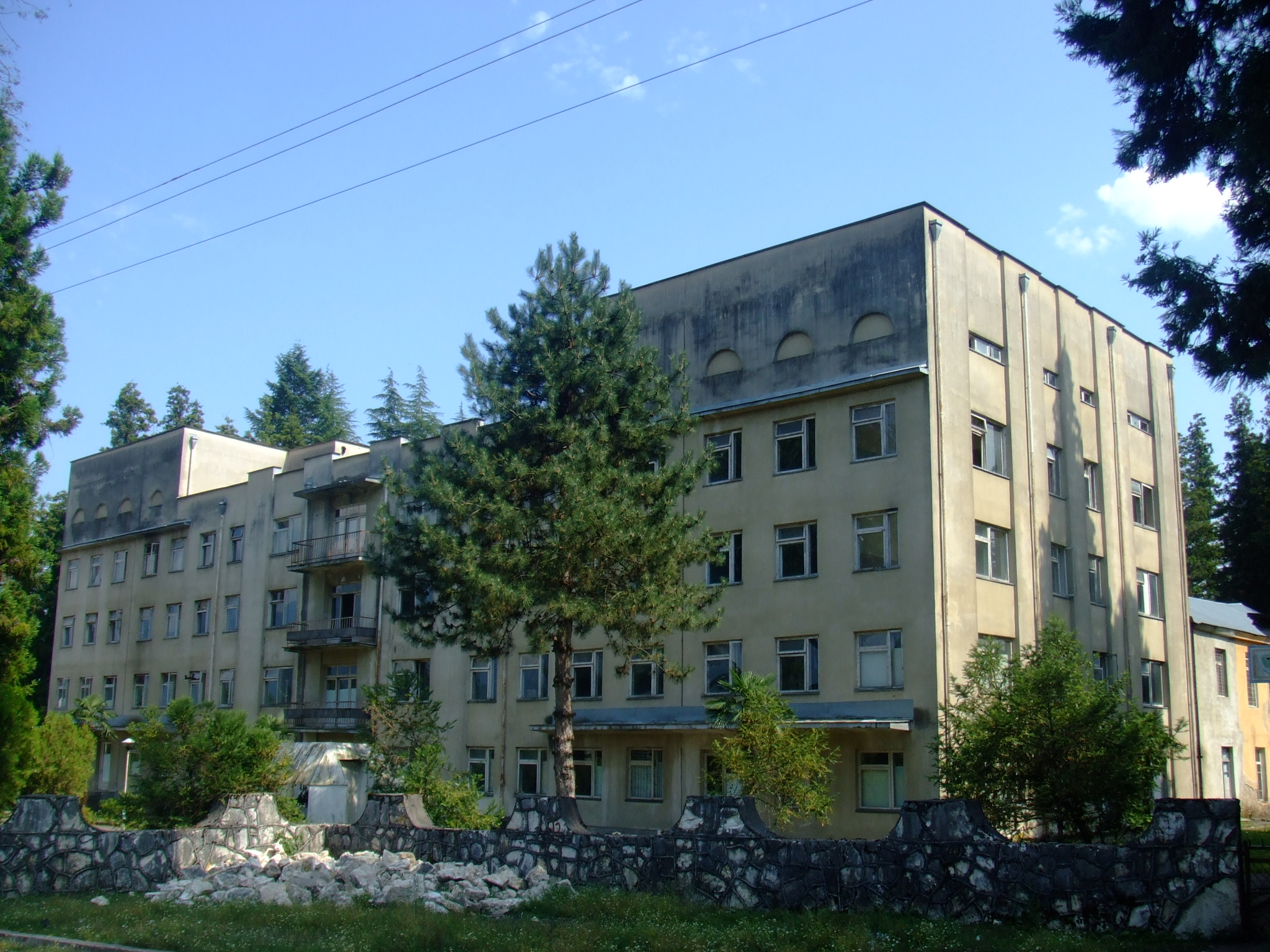
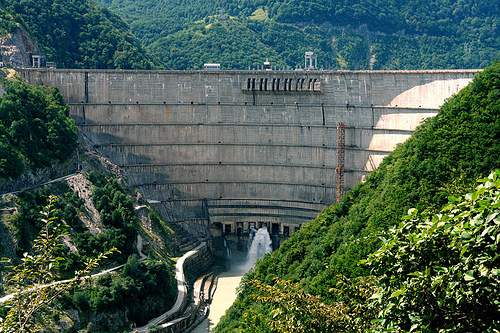
ГЕС Інгур
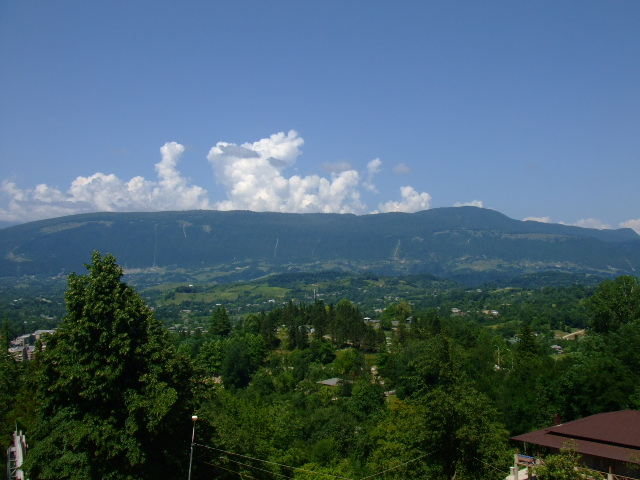
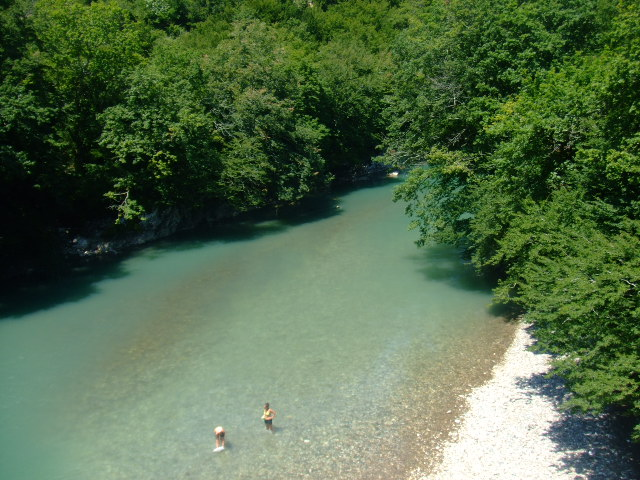
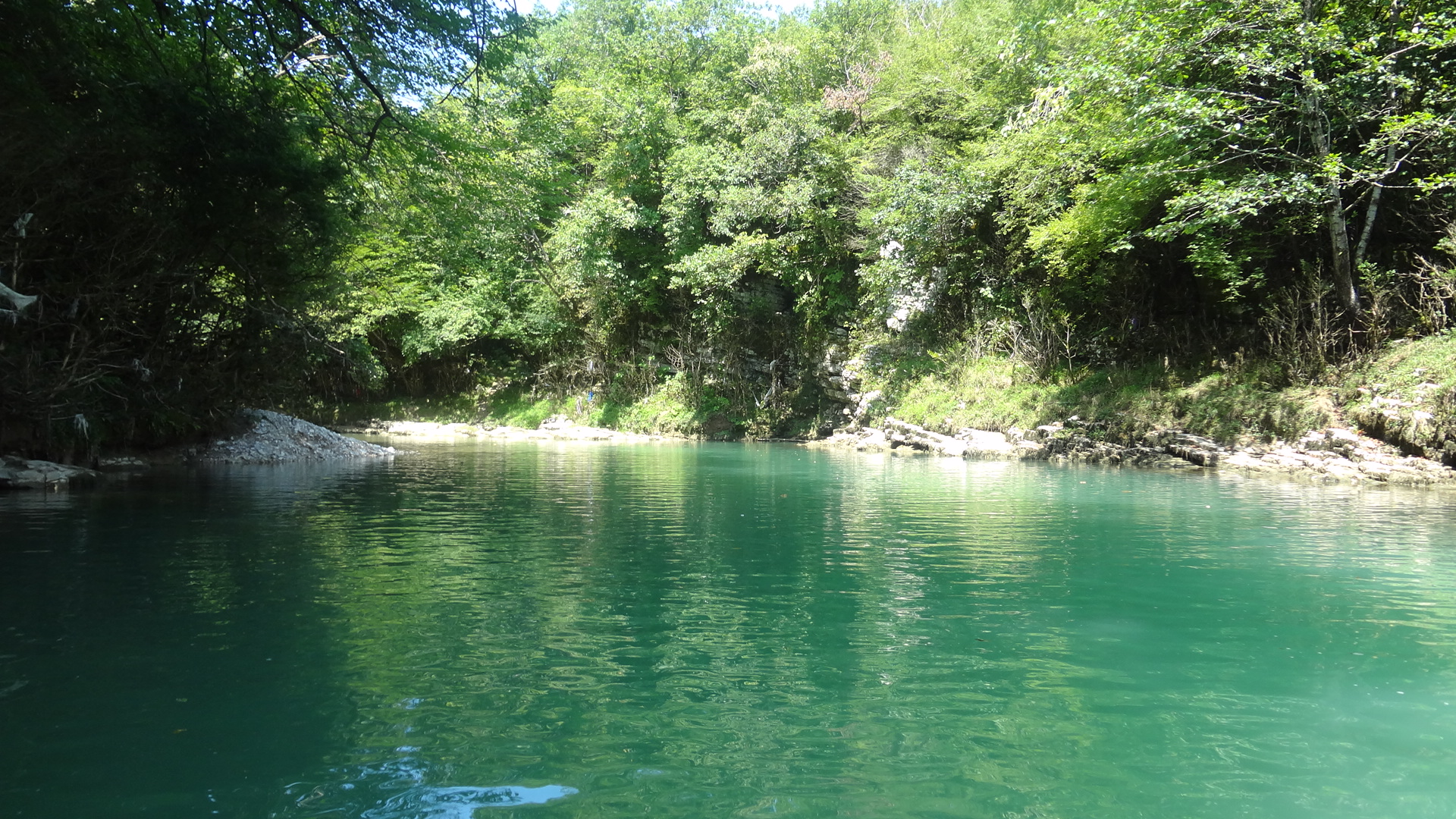
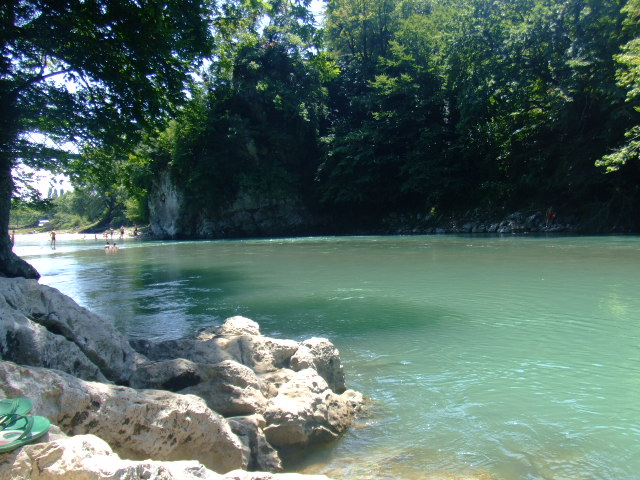
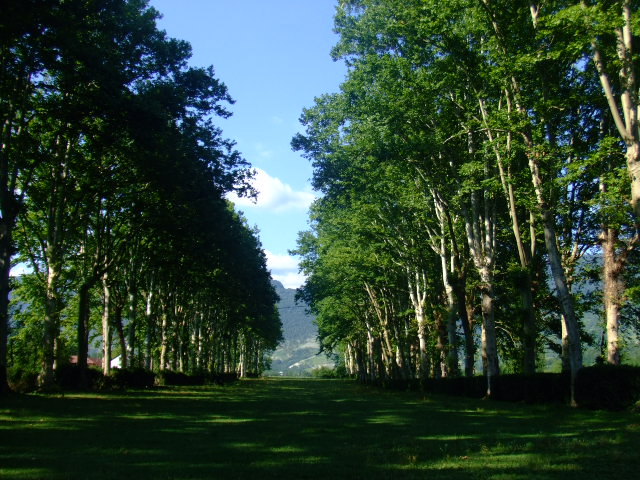
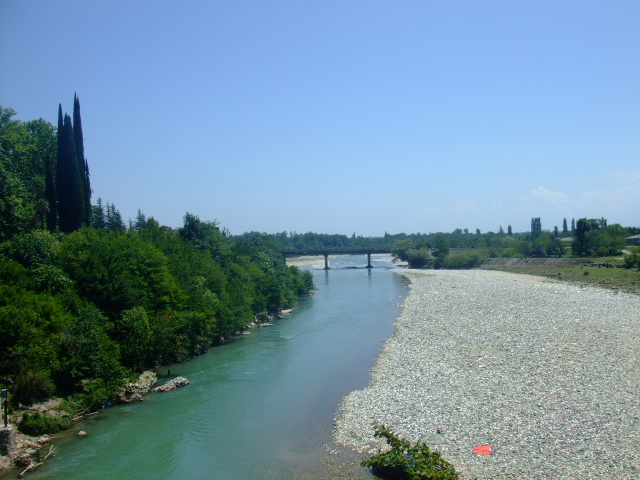
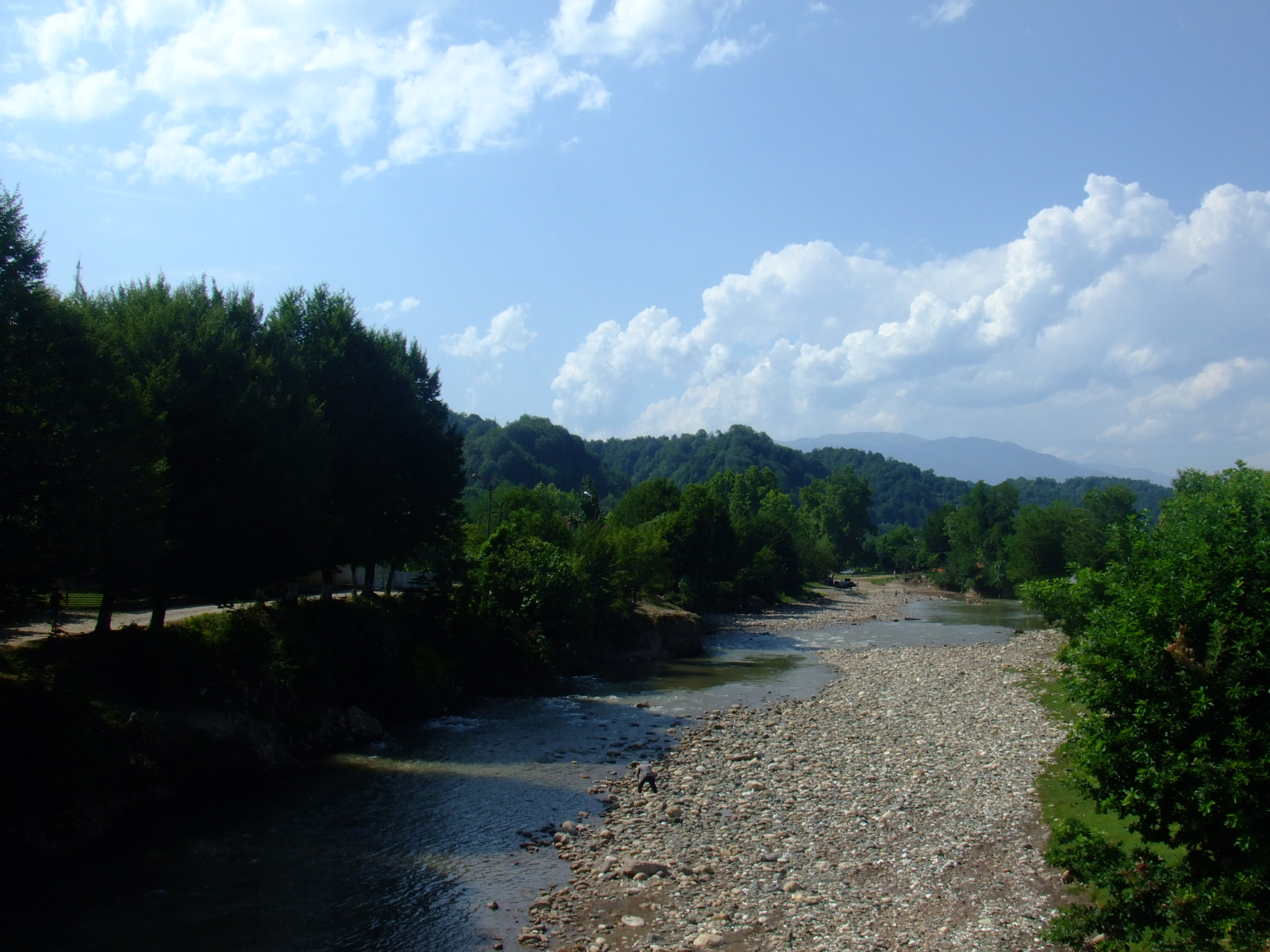